# Буйволовые скворцы
Бу́йволовые скворцы́, или волоклю́и (лат. Buphagus) — род птиц монотипического семейства Buphagidae, с двумя видами. Буйволовые скворцы обитают только в Африке, где являются широко распространёнными и часто встречающимися птицами. Характерная черта образа жизни этих птиц — привязанность к крупным копытным, из шкуры которых буйволовые скворцы выклёвывают насекомых и их личинок — свой основной корм. Птички садятся на тело животного и подолгу сидят, передвигаясь вместе с ним.
В состав рода включают два вида:
- Buphagus africanus — Желтоклювый буйволовый скворец
- Buphagus erythrorhynchus — Красноклювый буйволовый скворец

## Описание
Буйволовые скворцы — небольшие птицы плотного сложения, величиной примерно с обыкновенного скворца. От остальных скворцов они отличаются, помимо образа жизни, строением клюва и ног. У буйволовых скворцов сильный клюв, широкий и почти круглый в сечении у основания, на вершине слегка согнутый, так что при виде сбоку клюв образует тупоугольный треугольник.
Ноги буйволовых скворцов с короткой плюсной, но сильные, с длинными пальцами, вооружёнными загнутыми, острыми, сдавленными с боков когтями. Крылья длинные. Хвост широкий и клинообразно заострённый, подобно хвосту дятла (это помогает лазать по шкуре животных). Оперение рыхлое. Кожа очень толстая.
В окраске преобладают тёмные тона — серый и коричневый, нижняя часть тела светлее. Глаза яркие оранжево-красные, клюв также окрашен очень ярко — у желтоклювого буйволового скворца он жёлтый с красным концом, у красноклювого весь красный. У молодых птиц клюв тёмный, глаза красные. Половой диморфизм в окраске не выражен.

## Ареал
Буйволовые скворцы встречаются только в Африке к югу от Сахары. Наиболее широко распространён желтоклювый, встречающийся практически повсеместно на открытых пространствах. Ареал красноклювого значительно меньше — ряд районов Восточной Африки.
Типичный биотоп буйволовых скворцов — саванна, полупустыня и другой открытый ландшафт. Присутствие птиц напрямую зависит от наличия стад копытных (в том числе крупного рогатого скота).

## Образ жизни и поведение
Буйволовые скворцы — оседлые птицы. Практически всё время, вне зависимости от сезона, днём они проводят около пасущихся диких травоядных (преимущественно крупных — слонов, носорогов, буйволов, зебр, гну) или домашнего скота; ночь птицы проводят в камышах большими стаями. Они стайками садятся на пасущихся животных и, цепляясь за их шкуру с помощью острых коготков, лазают по всему телу, выбирая накожных паразитов — клещей, вшей и т. д. и их личинок, а также выдёргивают внедрившихся под шкуру личинок оводов.
Таким образом, буйволовые скворцы могут рассматриваться как симбиотические чистильщики, избавляющие копытных от паразитов. Однако некоторые исследования приходят к выводу, что эти птички сами являются скорее паразитами, нежели чистильщиками; по крайней мере их польза для травоядных не безусловна — не было установлено прямой связи с деятельностью буйволовых скворцов и уменьшением количества клещей на теле пасущихся животных. Кроме того, буйволовые скворцы постоянно расклёвывают шкуру копытных и пьют их кровь. В эти ранки птички могут также случайно заносить патогенные микроорганизмы. Однако исследователи, непосредственно наблюдавшие взаимоотношения буйволовых скворцов и копытных, отмечали, что животным присутствие буйволовых скворцов не доставляет дискомфорта и даже наоборот — копытные охотно принимают их.

Яркое и точное описание повадок буйволовых скворцов дал известный американский писатель Томас Майн Рид:
Знаменитый французский орнитолог, притом настоящий исследователь-практик, Ле Вайян так описывает повадки птицы.

Клюв волоклюя устроен наподобие крепких щипцов, что помогает ему вытаскивать из кожи животных личинки, которые туда откладывает овод. Эта птица неутомимо ищет стада волов, буйволов, антилоп — словом, всех четвероногих, на кожу которых овод кладёт яйца. Сжав когтями плотную волосатую шкуру животного в том месте, где на ней виден бугорок, указывающий на личинку, скворец сдавливает её что есть силы, ударяет по этому месту клювом и успешно добывает личинку. Животные, привыкшие к такому бесцеремонному обращению, терпеливо всё это сносят, должно быть понимая, какую услугу оказывает им птица…
Кроме того, буйволовые скворцы в больших количествах поедают прямокрылых (кузнечиков, саранчу). Они также охотно едят сочный растительный корм.
Гнездятся буйволовые скворцы в дуплах или вообще любых отверстиях и выбоинах в скалах и даже человеческих постройках, где строят гнездо, используя шерсть травоядных. В кладке 2—3 яйца, хотя у красноклювого буйволового скворца может быть и 5 яиц. Яйца светло-голубого цвета, иногда с коричневатыми или сиреневыми крапинками.